# François-Gabriel du Chasteler de Courcelles
François-Gabriel Joseph du Chasteler de Courcelles (Bergen, 20 maart 1744 – Luik, 11 oktober 1789) was een Zuid-Nederlands edelman en historicus-genealoog.

## Familie
Hij was een zoon van markies Jean-François du Chasteler (1691-1764), heer van Courcelles en Moulbaix, voorzitter van de Provinciale Staten van Henegouwen, en van zijn tweede echtgenote Marie-Claire du Sart (1716-1758). Hij had een jongere broer, François du Chasteler de Moulbaix, en een zus, Marie-Josèphe du Chasteler, die trouwde met graaf Guillaume de Baillencourt (1708-1775), officier in Spaanse dienst.
In 1762 trouwde hij met gravin Albertine de Thürnheim (1742-1765), van Oostenrijkse adel. Hij hertrouwde in 1767 met de protestantse barones Catherine Hasselaer (1738-1792), dochter van Gerard Aernout Hasselaer, burgemeester van Amsterdam en directeur van de Oost-Indische Compagnie. Zij was de weduwe van Lieve Geelvinck, zoon van de burgemeester van Amsterdam Lieve Geelvinck. Het echtpaar scheidde in 1776. Uit het eerste huwelijk had hij:
- Jean-Gabriel du Chasteler (1763-1825), die opklom tot generaal in het Oostenrijkse leger en zijn carrière beëindigde als gouverneur van Venetië.
- Philippine du Chasteler (°1764), die trouwde met Victor d'Ennetières d'Hust.
- Marie-Joséphine du Chasteler (°1765), die trouwde met Frédéric d'Ennetières d'Hust.

Uit het tweede huwelijk had hij:
- Gérard du Chasteler (°1770).

## Levensloop
François-Gabriel was pas achttien toen hij tot kamerheer van de keizerin werd benoemd. Hij promoveerde in 1761 in de rechten aan de universiteit van Leuven. Op eenentwintig jaar werd hij luitenant van de hellebaardiers bij het hof in Brussel en officier in de adellijke wacht van boogschutters. Hij werd lid van de Tweede stand van de Staten van Henegouwen en later ook nog in die van Namen en Brabant. Hij werd gouverneur van de stad en de proosdij van Binche.
In 1778 werd zijn studie Principales expéditions des Belges dans les pays lointains bekroond door de Koninklijke Academie in Brussel. Hij werd hetzelfde jaar lid van deze academie, waar hij in 1786 de directeur van was. Hij organiseerde binnen de academie een comité historique, die de ambitie had in concurrentie te treden met de bollandisten, die het quasi-monopolie van de historische opzoekingen hadden.
Hij ondernam genealogische opzoekingen en publiceerde een Généalogie de la maison du Chasteler (642-1763). Hierin betoogde hij (op dubieuze gronden) dat de familie du Chasteler dezelfde voorouders had als de prinsen van Lotharingen. Hij hoopte zelfs een prinselijke titel te verkrijgen, maar dit ging niet door. Hij slaagde evenmin in genealogische processen tegen de Franse familie van de graven van Châtelet, eerst voor de Grote Raad van Mechelen, vervolgens voor het parlement van Parijs. Dit mondde uit op een arbitrage tussen de families, in 1783.
Kort voor zijn dood werd hij 'Grande d'España' benoemd, door bemiddeling van zijn zus, de gravin de Baillencourt, die gezelschapsdame van de Spaanse koningin was.

## Vrijmetselaar
Du Chasteler werd een actief vrijmetselaar.
Hij werd in 1778 Grootinspecteur van de Provinciale Grootloge. Hij volgde in 1786 graaf Nicolas d'Arberg op als adjunct-grootmeester onder François Bonaventure Joseph du Mont, markies de Gages binnen de Grootloge van de Oostenrijkse Nederlanden. 
In 1771 was in Brussel de loge 'L'Heureuse Rencontre' opgericht, en met enige tegenzin door markies de Gages erkend, omdat de leden van eerder bescheiden komaf waren. Hieraan werd vlug verholpen en weldra waren zoveel leden van de hoge adel lid geworden dat men deze loge 'le rendez-vous de la noblesse' ging noemen. Du Chasteler werd er achtbare meester van in 1777-1778 en in 1786.
Hij klom op tot de hoge graad van 'Rozenkruiser'.